# Stora Idträsket
Stora Idträsket är en sjö i Arvidsjaurs kommun i Lappland och ingår i Åbyälvens huvudavrinningsområde. Sjön har en area på 1,06 kvadratkilometer och ligger 354,1 meter över havet.

## Delavrinningsområde
Stora Idträsket ingår i det delavrinningsområde (729520-167632) som SMHI kallar för Utloppet av Stora Idträsket. Medelhöjden är 358 meter över havet och ytan är 3,73 kvadratkilometer. Det finns ett avrinningsområde uppströms, och räknas det in blir den ackumulerade arean 9,49 kvadratkilometer. Vattendraget som avvattnar avrinningsområdet har biflödesordning 2, vilket innebär att vattnet flödar genom totalt 2 vattendrag innan det når havet efter 145 kilometer. Avrinningsområdet består mestadels av skog (49 procent) och sankmarker (19 procent). Avrinningsområdet har 1,06 kvadratkilometer vattenytor vilket ger det en sjöprocent på 28,4 procent.